# Пфайффер, Полин
Полин Мэри Пфайффер (англ. Pauline Marie Pfeiffer; 22 июля 1895 — 1 октября 1951) — американская журналистка, вторая жена писателя Эрнеста Хемингуэя.

## Биография
Родилась 22 июля 1895 года в городе Паркерсберге, штат Айова, в семье агента по недвижимости Пола Пфайффера и его жены Мэри Элис Дауни.
В 1901 году семья переехала в Сент-Луис, где Полин пошла в школу Visitation Academy of St. Louis. Хотя позже её семья переехала в город Пигготт, штат Арканзас, девочка осталась в Миссури учиться в школе журналистики Missouri School of Journalism, окончив её в 1918 году.
После работы в газетах в Кливленде и Нью-Йорке Полин Пфайффер переключилась на журналы — работала в Vanity Fair и Vogue. Позже переехала в Париж, где в 1926 году познакомилась с Эрнестом Хемингуэем и его первой женой — Хэдли Ричардсон. Весной этого же года Хэдли Ричардсон узнала о романе Хемингуэя с Полиной, и в июле Полин присоединилась к супругам Хемингуэй в их ежегодной поездке в Памплону. По возвращении из путешествия в Париж, Хэдли и Эрнест решили расстаться. В ноябре 1926 года начался бракоразводный процесс, который окончился в январе 1927 года.
В 1937 году, во время поездки в Испанию, Хемингуэй завел роман с Мартой Геллхорн. Пфайффер и Хемингуэй развелись 4 ноября 1940 года, через три недели он женился на Геллхорн.
В семье Полин и Эрнеста были:

Сыновья:
- Патрик (род. 1928).
- Грегори (1931—2001).

Внук:
- Шон Хемингуэй[5] (род. 1967).

### Смерть
Полин Пфайффер провела остаток своей жизни в Ки-Уэсте, часто посещая Калифорнию. Умерла 1 октября 1951 года в Голливуде, Лос-Анджелес. Её смерть была связана с острым шоком, вызванным арестом её сына Грегори и последующим недружественным телефонным звонком Эрнеста Хемингуэя. Грегори Хемингуэй, который сталкивался с проблемами гендерной идентичности большую часть своей жизни, начал употреблять наркотики и был арестован как мужчина, оказавшийся в женском туалете кинотеатра. Спустя годы, после того как он стал врачом, Грегори, прочитав отчет о вскрытии своей матери (она умерла из-за опухоли феохромоцитомы на одном из её надпочечников) интерпретировал его таким образом: телефонный звонок от отца заставил опухоль выделять излишний адреналин, что привело к изменению артериального давления, в результате чего она впала в острый шок, вызвавший её смерть.
Полин Пфайффер была похоронена на кладбище Hollywood Forever, на участке Garden of Legends.

## Память
- В американском телевизионном фильме 2012 года, снятом компанией HBO — «Хемингуэй и Геллхорн», роль Полин Пфайффер исполняет актриса Молли Паркер.
- Дом и усадьба Полин Пфайффер в Пигготте были включены в 1982 году в Национальный реестр исторических мест США; они представляют собой образовательный центр и музей Hemingway-Pfeiffer Museum[8].